# Kermit the Frog
Caco, o Sapo / Kermit, o Sapo (desde 2011) (português brasileiro) ou Sapo Cocas (português europeu) (em inglês:  Kermit the Frog) foi um dos primeiros e mais conhecidos Muppets criados por Jim Henson. Foi também Jim Henson que fez sua voz até sua morte em 1990, quando então o papel de Caco/Cocas passou para Steve Whitmire. Na realidade representa uma rã e não um sapo. Em 2015 foi descoberta nas selvas da Costa Rica a espécie Hyalinobatrachium dianae, que se assemelha notavelmente a este personagem de Os Muppets.

Kermit/Caco/Cocas

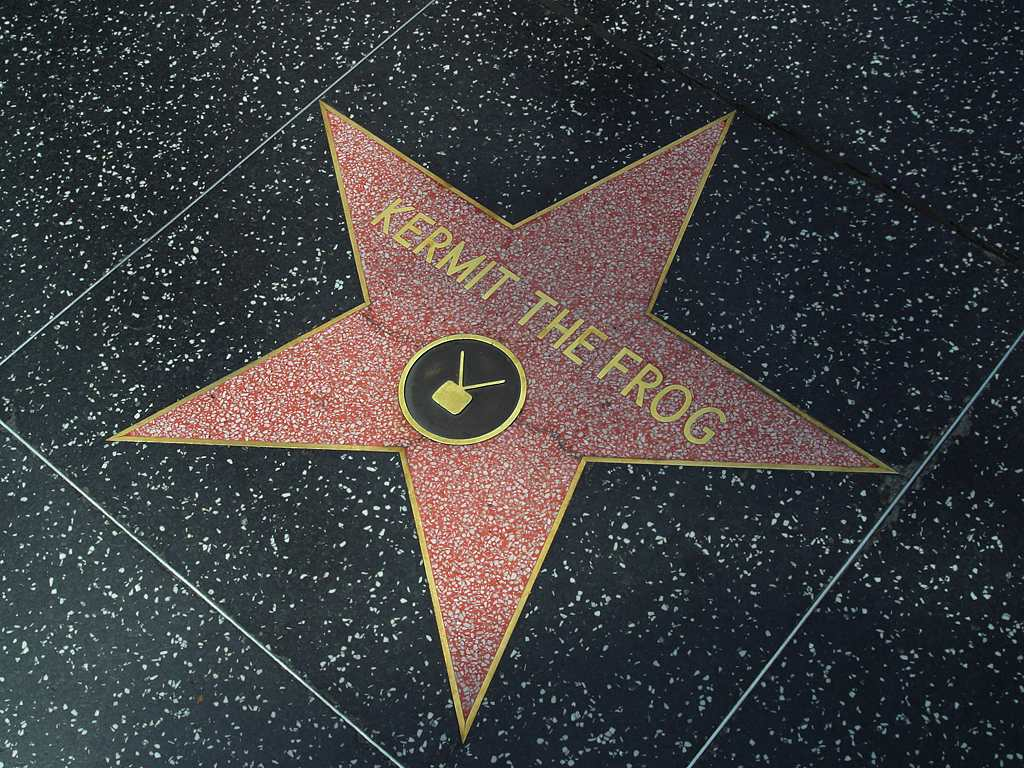
Estrela do Sapo Caco/Kermit/Cocas no Passeio da Fama, em Hollywood.

No Brasil, o nome da personagem foi revertido de Caco para Kermit em 2011, devido à padronização de produtos da Disney relacionados ao lançamento do filme Os Muppets (2011), porém o público em geral ainda o conhece pelo popular nome "Caco".
Kermit/Caco, serviu como mascote da The Jim Henson Company até a venda dos personagens da franquia Muppets para a Disney.

## História

### NaVila Sésamo
Kermit (no Brasil, conhecido como Caco até 2005; em Portugal, conhecido como Cocas) apareceu pela primeira vez no famoso programa de televisão infantil Sesame Street (e na versão brasileira--Vila Sésamo--e portuguesa--Rua Sésamo--), onde aparecia em muitos segmentos junto com outros muppets famosos como Ênio, Beto e Cookie Monster; neste primeiro: ele foi o cantor de músicas famosas como "(It's Not Easy) Bein' Green" ("(Não é Fácil) Ser Verde"); mostrou como fazer rimas para o Cookie Monster; e também foi o repórter do segmento "Sesame Street News" (Notícias da Vila Sésamo), etc.
Ele participou do especial natalino Christmas Eve on Sesame Street e do filme de cinema Follow That Bird.

### NoMuppet Showe outros projetos

#### Universo dosMuppets
Kermit teve participação nos dois pilotos especiais do Muppet Show. E se tornou o apresentador do programa a partir de 1976, como em todo episódio.
Ele, ao lado dos outros Muppets, também teve sete filmes de cinema: The Muppet Movie, The Great Muppet Caper, The Muppets Take Manhattan, The Muppet Christmas Carol, Muppet Treasure Island, Muppets From Space e The Muppets' Wizard of Oz.
Kermit/Cocas também participou do especial natalino dos Muppets/Marretas, A Muppet Family Christmas. Ele foi o narrador de um filme natalino criado por Jim Henson chamado Emmet Otter's Jug-Band Christmas.
Mais tarde ele apareceu na nova série dos muppets, Muppets Tonight (com apenas duas temporadas).

#### Sapu
Kermit tem um primo similar chamado Sapu, a qual pode ser encontrado em redes sociais como Twitter e Instagram.

## Aparições

### Televisão
1. Sesame Street (1969 - 2001) (série de televisão)
2. Hey, Cinderella! (1970)
3. The Frog Prince (1971)
4. The Muppet Musicians of Bremen (1972)
5. The Muppets Valentine Show (1974) (especial de televisão/ piloto)
6. The Muppet Show: Sex and Violence (1975) (especial de televisão/ piloto)
7. The Muppet Show (1976 - 1981) (série de televisão)
8. Emmet Otter's Jug-Band Christmas (1977) (filme de televisão)
9. Christmas Eve on Sesame Street (1978) (especial de televisão)
10. A Muppet Family Christmas (1987) (especial de televisão)
11. The Muppets at Walt Disney World (1990)
12. Muppets Tonight (1996) (série de televisão)
13. Kermit's Swamp Years (2002) (filme de televisão)
14. It's a Very Merry Muppet Christmas Movie (2002)
15. Extreme Makeover Home Edition (2005)
16. Family Guy (2008)
17. Legendários (2011) (entrevistado por Marcos Mion na premiere de lançamento do filme The Muppets)
18. Programa da Eliana (2011) (entrevistado por Eliana)
19. The Masked Singer (2021) mascarado caracol.

### Cinema
1. The Muppet Movie (1979)
2. The Great Muppet Caper (1981)
3. The Muppets Take Manhattan (1984)
4. Follow That Bird (1985)
5. The Muppet Christmas Carol (1992)
6. Muppet Treasure Island (1996)
7. Muppets from Space (1999)
8. The Muppets' Wizard of Oz (2005)
9. Os Muppets (2011)
10. Muppets Most Wanted (2014)